# Adige
L'Adige (allemand Etsch, ladin Adesc, latin Athesis, frioulan Adiç, trentinois Ades, vénitien Àdexe et romanche : ) est un fleuve d’Italie qui naît dans les Alpes, aux confins de la Suisse et de l’Autriche, et se jette dans la mer Adriatique.
Avec ses 410 km, c'est le deuxième fleuve italien après le Pô, mais également le troisième pour la taille du bassin versant après le Pô et le Tibre et le quatrième pour le débit après le Pô, le Tessin et le Tibre, avec un débit annuel moyen de 235m3/s à son embouchure.
Il traverse les villes de Trente, Vérone, Legnago, Cavarzere et longe Merano, Bolzane, Rovereto et Rovigo. Il traverse les régions du Trentin-Haut-Adige et de la Vénétie. La vallée dans laquelle il coule prend différents noms : val Venosta entre la source et Mérano, la vallée de l'Adige entre Mérano et Trente, Vallagarina entre Trente et Verone, puis la plaine du Pô entre Vérone et l'embouchure.

## Géographie
L’Adige est l'un des quatre grands fleuves italiens (le premier après le Pô), avec 410 km. Il prend sa source à 1 507 mètres d’altitude au col de Resia (Reschenpass), dans la province du Haut-Adige.
Il arrose les villes de Merano (Meran), Bolzano (Bozen), puis il emprunte la vallée de Brenner pour redescendre vers le sud et Trente, Rovereto, Vérone et Legnago, rase le nord de Rovigo puis traverse Cavarzere avant de se jeter dans la mer Adriatique où, avec l’embouchure du Brenta, il délimite le littoral d’Isola Verde.
Son bassin hydraulique est de 12 200 km2 (ce qui le met en troisième position derrière le Pô et le Tibre), dont 7 200 km2 sont en Haut Adige (sur 140 km).
La source de l’Adige n’est pas celle visible au col de Resia, comme indiqué sur l’écriteau, mais est située quelques mètres avant, à l’intérieur d’un bunker du Vallo Alpino Littorio in Alto Adige, près du barrage.

### Les vallées
La vallée d'écoulement du fleuve porte plusieurs noms :
- val Venosta, entre la source et Merano, parc National ;
- val d'Adige, entre Merano et Rovereto ;
- Vallagarina, entre Rovereto et Vérone ;
- plaine du Pô, entre Vérone et l’embouchure.

### Les affluents
- Le Rio Ram (Rambach) près de Glorenza (Glurns)
- Le Passirio (Passer) près de Merano (Méran)
- L'Isarco (Eisack) près de Bolzano (Bozen)
- Le Noce près de Mezzocorona
- L'Avisio près de Lavis
- Le Fersina près de Trente
- Le Leno près de Rovereto (TN)
- L'Alpone (bataille du pont d'Arcole)
- Le Rani
- Autres rivières : Antanello, Carlino, Lasa, Plima, Puni, Saldura, Roia, Rom, Ross, Senale, Fosse, Silandro, Slingia, Solda, Trafoi, Tel, Valsura.
- Autres torrents : Ala, Alpone, Chiampo, Tramigna, Aviana, Avisio, Fersina, Isarco, Passino, Tasso.

### Les lacs
- Lac de Resia, à 1 498 m, dans le val Venosta, d'une capacité de 120 millions de m3
- Lac de Muta

### Barrages et réserves d’eau
- Précipitations moyennes annuelles : Silandro (haut bassin) 472 mm, Trente (bassin moyen) 959 mm et Vérone (bas bassin) 663 mm.
- Barrages : le bassin de l'Adige comprend actuellement 31 bassins artificiels de capacités variables, allant de 183 millions de m3 pour S. Giustina et 118 millions de m3 pour Resia, à 100 000 m3/s pour Vai d'Ega et 90 000 m3/s pour Sarentino ; pour un total de 571 millions de m3.
- Implantations hydroélectriques : les 34 grandes centrales hydroélectriques produisent annuellement plus de 4 000 GWh.

## Histoire
(février 2020).
Si vous disposez d'ouvrages ou d'articles de référence ou si vous connaissez des sites web de qualité traitant du thème abordé ici, merci de compléter l'article en donnant les références utiles à sa vérifiabilité et en les liant à la section « Notes et références ».

### Histoire du fleuve
Le fleuve a été le protagoniste de quelques crues dévastatrices, à commencer par ladite rotta della Cucca (rupture de la Cucca) qui est, dans la tradition vénète, le bouleversement hydrographique qui au VIe siècle modifia ostensiblement le panorama fluvial de la basse Vénétie. Le nom vient de la localité de Cucca, à côté de Veronella, où l’Adige serait sorti de son lit. À la suite de cette rupture des digues, le fleuve abandonna son ancien cours (qui passait par Este et Montagnana) pour prendre le parcours actuel plus au sud. Paul Diacre (Paolo Diacomo), dans sa chronique, date l’événement en 589, mais cette datation est controversée par les historiens. Aujourd’hui on retient que dans la tradition orale la rotta indique les désordres qui, au fil des siècles, ont suivi la chute de l’Empire romain et à la faible manutention du fleuve.
D’autres phénomènes de ce type ont été notés dans le passé : entre les plus récents et graves, rappelons les inondations de 1882, de 1966 et de 1981 :
- en septembre 1882, le fleuve rompit les digues en 9 points entre Bolzano et San Michele all'Adige, inondant la partie nord de la cité de Trente ;
- en novembre 1966, la ville de Trente connut la plus grande crue jamais enregistrée dans l’histoire : Une bonne partie de la ville et environ 5 000 ha de campagne furent submergés par près de deux mètres d'eau ;
- en août 1981, les digues cédèrent près de Salorno qui fut submergée avec la campagne alentour.

Juste pour sauver la ville de Vérone de possibles inondations, au milieu du XXe siècle, dans la localité de Mori, un tunnel fut construit pour déverser l’excès d’eau de l’Adige dans le lac de Garde vers Torbole (longueur : 9 873 m, débit maxi : 500 m3/s). Mais, à cause de la notable différence de température et qualité de l’eau, le recours à ce système est extrêmement rare et utilisé en cas de nécessité absolue. Le tunnel ne fut utilisé que deux fois, à l’occasion des crues de 1966 et 2000.

### Histoire des Hommes
- 8 septembre 1796, bataille de Bassano dans les environs de Mantoue, entre les troupes de Napoléon Bonaparte et l'armée autrichienne
- du 15 au 17 novembre 1796, bataille du pont d'Arcole sur les rives de l’Alpone
- 14 et 15 janvier 1797, bataille de Rivoli aux environs de Rivoli Veronese

Dans le Chant des Allemands, composée en 1841 et depuis 1922 sous différentes formes l'hymne national allemand, l'Adige est nommée, avec deux autres fleuves et un bras de mer, se trouvant à l'époque de la composition de la chanson aux extrémités de l'espace linguistique allemand. Le premier couplet de la chanson se termine ainsi par ces vers :
Von der Maas bis an die Memel, 
Von der Etsch bis an den Belt – 
Deutschland, Deutschland über alles, 
Über alles in der Welt!
de la Meuse jusqu'au Niémen, 
de l'Adige jusqu'au Belt. 
L'Allemagne, l'Allemagne au-dessus de tout, 
au-dessus de tout au monde. 

À une exception près, le premier couplet n'a plus été chanté à des occasions officielles depuis la fin de la Seconde Guerre mondiale, et il ne fait officiellement plus partie de l'hymne allemand depuis 1991.

## Hydrométrie
(février 2020).
Si vous disposez d'ouvrages ou d'articles de référence ou si vous connaissez des sites web de qualité traitant du thème abordé ici, merci de compléter l'article en donnant les références utiles à sa vérifiabilité et en les liant à la section « Notes et références ».
Le débit du fleuve a été observé pendant 58 ans (au long de la période 1922 - 1979) à Boara Pisani, localité située non loin de son débouché dans la mer.
À Boara Pisani, le débit annuel moyen ou module observé sur cette période était de 227 m3/s pour une surface de drainage de 11 954 km2, soit approximativement 98 % de la totalité du bassin versant du fleuve qui en compte 12 200. La lame d'eau d'écoulement annuel dans le bassin se montait de ce fait à 599 millimètres, ce qui doit être considéré comme élevé, et résulte de l'abondance des précipitations dans la partie montagneuse de son bassin (Alpes).
Les hautes eaux se déroulent au printemps (tardif en ces régions) et au début de l'été, du mois de mai au mois de juillet, ce qui correspond au dégel et à la fonte des neiges des montagnes du bassin. À partir du mois de juillet, le débit baisse lentement, et reste assez confortable tout au long du reste de l'été et de l'automne. Un léger rebond, de faible ampleur, a lieu au mois de novembre, et est lié aux précipitations automnales. À partir du mois de décembre, le débit de la rivière baisse à nouveau, ce qui mène à la période des basses eaux ou étiage annuel. Celui-ci a lieu de décembre à mars inclus.
Le débit moyen mensuel observé en mars (minimum d'étiage) est de 125 m3/s, soit 40 % du débit moyen du mois de juin (408 m3/s), mois de crue maximale, ce qui montre l'amplitude très modérée des variations saisonnières. Sur la durée d'observation de 58 ans, le débit mensuel minimal a été de 56 m3/s en janvier et février 1922, tandis que le débit mensuel maximal s'élevait à 935 m3/s en juin 1951.
Pour une étude plus précise réalisée entre 1995 et 2005 : (it) « Analisi dei dati storici » (consulté le 29 février 2020).

## Tourisme
Les régions traversées par l’Adige sont, du point de vue touristique, parmi les plus belles et variées d’Italie. Les sites en montagne, avec sa faune et sa flore, sont à visiter (Haut Adige, Bolzano, Merano, Lavis, Mezzocorona, Trente) ; aussi bien que les sites chargés d’histoire comme Vérone, que l'Adige traverse, ou non loin comme Mantoue, Padoue et Venise. Sans oublier le lac de Garde, tout proche.
- La possibilité d’hébergement dans les localités de montagne est d’environ 403 000, dont pour la province de Bolzano : 190 000 (131 500 en hôtellerie) et pour la province de Trente : 213 000 (46 500 en hôtellerie).